# پرتولیگاند
پرتولیگاند (انگلیسی: Radioligand) یک لیگاندِ پرتوفعال است که برای شناسایی یا مطالعهٔ یک گیرندهٔ شیمیایی در یک سامانهٔ زیستی به کار گرفته می‌شود.